# Luís Carlos Berrini
Luís Carlos Berrini (Petrópolis, 27 de janeiro de 1884 – São Paulo, 22 de maio de 1949) foi um engenheiro brasileiro, conhecido por seus trabalhos sobre análise vetorial. 

## Biografia
Berrini nasceu em Petrópolis, em 1884. Era filho de Luiz Berrini e Leonor de Almeida Prado, vinda de uma tradicional família de Itu, em São Paulo. Seu pai era empresário e engenheiro. Construiu estradas de ferro no Rio de Janeiro e em São Paulo, tendo atuado no mercado financeiro, onde foi um dos fundadores, em 1889, do Banco de São Paulo. A família Berrini era natural da Itália, região da Sardenha, tendo se radicado no Rio de Janeiro em 1830, onde tinham uma farmácia e uma fábrica de chocolate.
Estudou no Ginásio Nacional, no Rio de Janeiro, em 1891. Em algum momento, morando em São Paulo, estudou na Escola Americana, em 1899, onde foi um dos melhores alunos. Em 1904, formou-se em engenharia pela Escola de Engenharia Mackenzie, tendo estudado em seguida na Universidade de Cornell, nos Estados Unidos, onde cursou Mecânica e Elétrica, formando-se em 1907. De volta ao Brasil, foi professor de Hidráulica e Motores no Mackenzie e, em 1910, montou e dirigiu uma fábrica de parafusos.
Em uma fazenda em Jundiaí, de 1913 a 1918, dedicou-se à cafeicultura, mas a partir de 1919, dedicou-se à construção civil, principalmente na capital paulista. Projetou o prédio do Asilo de Nossa Sra. da Candelária de Itu, em 1926. Escreveu vários artigos sobre Análise Vetorial na Revista Politécnica e no Boletim do Instituto de Engenharia. Vários desses artigos deram origem ao livro Análise Vetorial Elementar, publicado em 1948.
Em 1927, começou a trabalhar como avaliador oficial do Banco do Estado de São Paulo onde se especializou na área de perito avaliador e passou a publicar vários artigos.  Foi quando surgiu seu primeiro livro em 1941, Avaliação de Terrenos, com grande sucesso no Brasil e em outros países. Em 1946 traduziu e publicou o livro Avaliação de Terrenos Urbanos. O cálculo como parte de seu ofício fez com que o engenheiro escrevesse diversos artigos sobre Análise Vetorial tornando-se referência no assunto. Seus artigos deram origem ao seu livro Análise Vetorial Elementar publicado em 1948. Neste mesmo ano publica a obra Tabela de Quadrados e Raízes Quadradas de 1 a 10 000.
Em fevereiro de 1949, um pouco antes de sua morte, publicou Avaliação de Imóveis, excelente obra que vendeu milhares de exemplares em várias edições mesmo após sua morte, e que passa a ser chamada de “Bíblia” da engenharia de avaliações como é conhecida até hoje.
Que conforme sua própria expressão constitui:

uma remodelação completa de seus anteriores.—  L C Berrini  no prefácio do seu livro Avaliação de Imóveis (1949) 

## Harper-Berrini
O engenheiro criou uma nova fórmula para cálculos de lotes que ficou denominada de fórmula Harper-Berrini amplamente utilizada até a década de 80 e nos dias de hoje com versões modificadas de suas formulações iniciais.
Síntese da fórmula
{\displaystyle V_{t}=V_{0}} X √{\displaystyle (A\times T\div N)} 
sendo:
- {\displaystyle V_{t}=} é o valor final de um terreno;
- {\displaystyle V_{0}=} é o valor unitário do terreno, referido a um lote de terreno padrão, por metro linear de testada;
- {\displaystyle A=} é a área {\displaystyle (~m^{2})} do terreno;
- {\displaystyle T=} é o comprimento da testada {\displaystyle (m)};
- {\displaystyle N=} é a profundidade-padrão {\displaystyle (m)} definida na legislação para a região onde se situe o terreno.

## Vida pessoal
Berrini foi casado com Elvira de Almeida Prado Berrini e teve quatro filhos: Luiz Carlos Berrini Jr., também engenheiro, Gisela, Beatriz e João Carlos Berrini.

## Morte
Berrini morreu em 22 de maio de 1949, aos 65 anos, na capital paulista, e foi sepultado no Cemitério da Consolação.

## Homenagem
Em sua homenagem, em 5 de março de 1965, foi denominada, avenida Engenheiro Luís Carlos Berrini, uma importante via na cidade de São Paulo, no distrito do Itaim Bibi. No ano 2000 a CPTM abriu uma nova estação de trens na Marginal Pinheiros batizada Berrini. Em 2015 foi aberto, pela SPTrans, o corredor de ônibus Corredor Berrini - Chucri Zaidan, instalado em parte da avenida homônima.

## Publicações
- Avaliação de Terrenos (1941)[4]
- O Processo de Avaliação (1943) - George L. Schmutz (tradução)
- Avaliação de Terrenos Urbanos (1946) - Ronald B. Welch (tradução)
- Análise Vetorial Elementar (1948)
- Tabela de Quadrados e Raízes Quadradas de 1 a 10 000 (1948)
- Avaliação de Imóveis (1949)